# Olešník
Olešník (en allemand : Woleschnik, précédemment Wolleschnik) est une commune du district de České Budějovice, dans la région de Bohême-du-Sud, en République tchèque. Sa population s'élevait à 812 habitants en 2023.

## Géographie
Olešník se trouve à 17 km au nord-nord-ouest de České Budějovice et à 108 km au sud de Prague.
La commune est limitée par Temelín au nord, par Hluboká nad Vltavou à l'est, par Zahájí et Mydlovary au sud, par Dívčice au sud-ouest, et par Nákří et Dříteň à l'ouest.

## Histoire
La première mention écrite du village date de 1409.

## Galerie

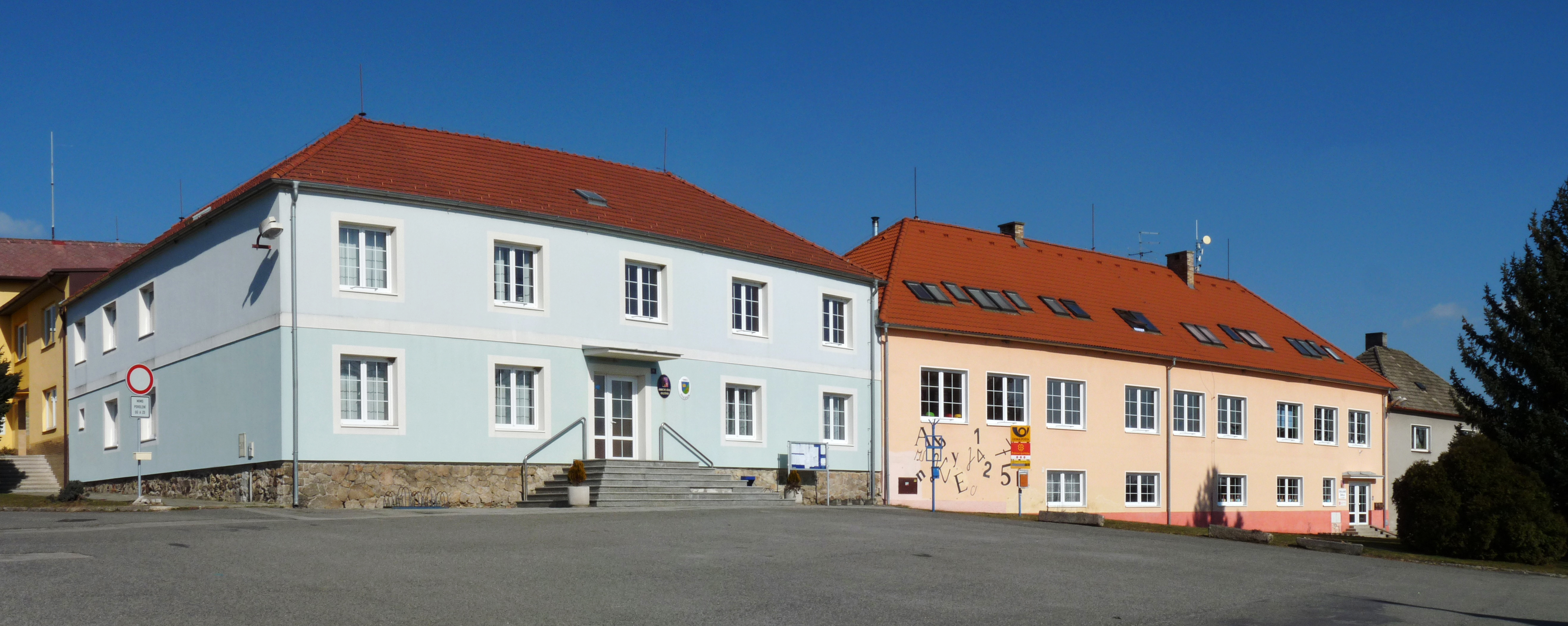
Olešník : la mairie.

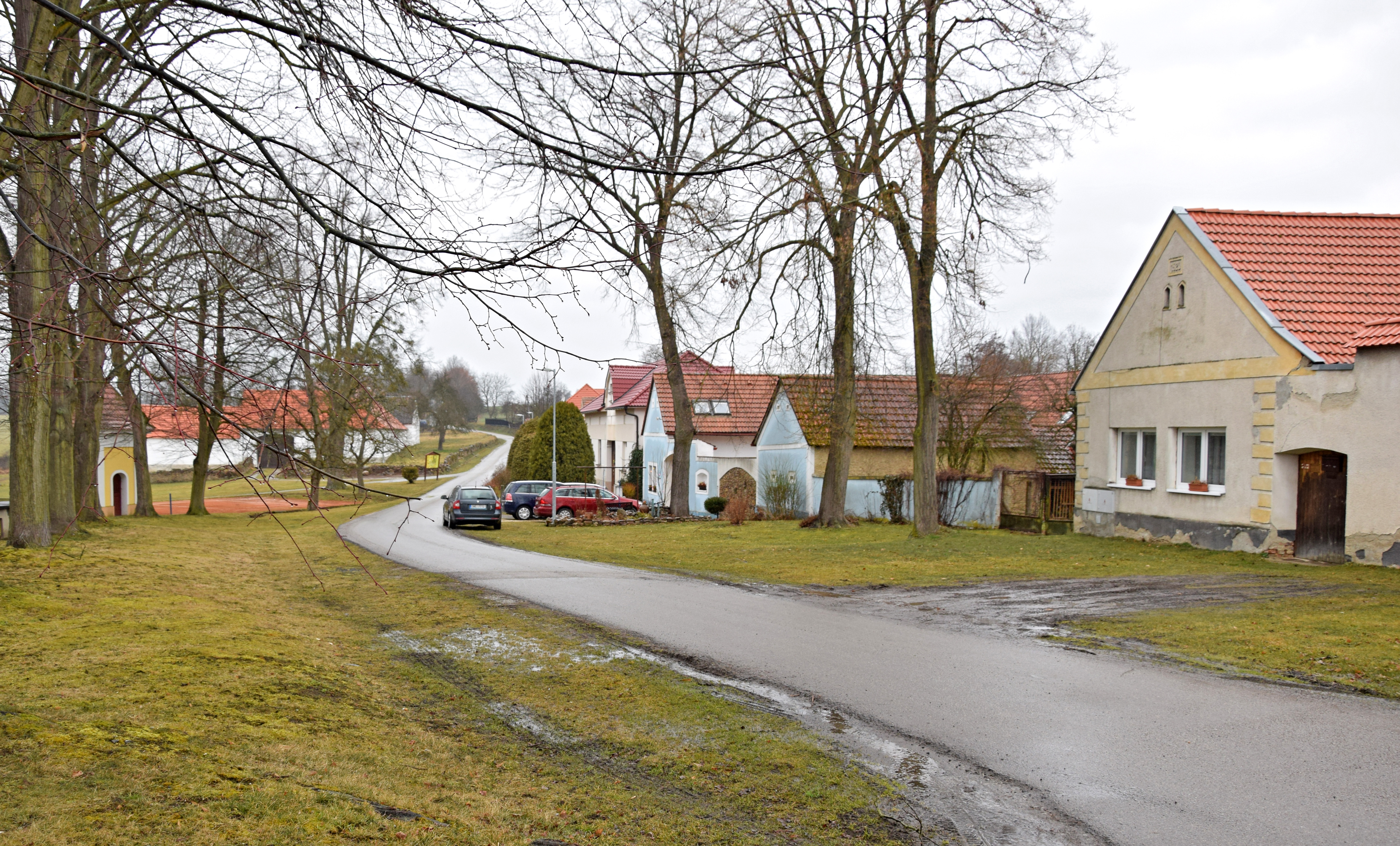
Nová Ves.
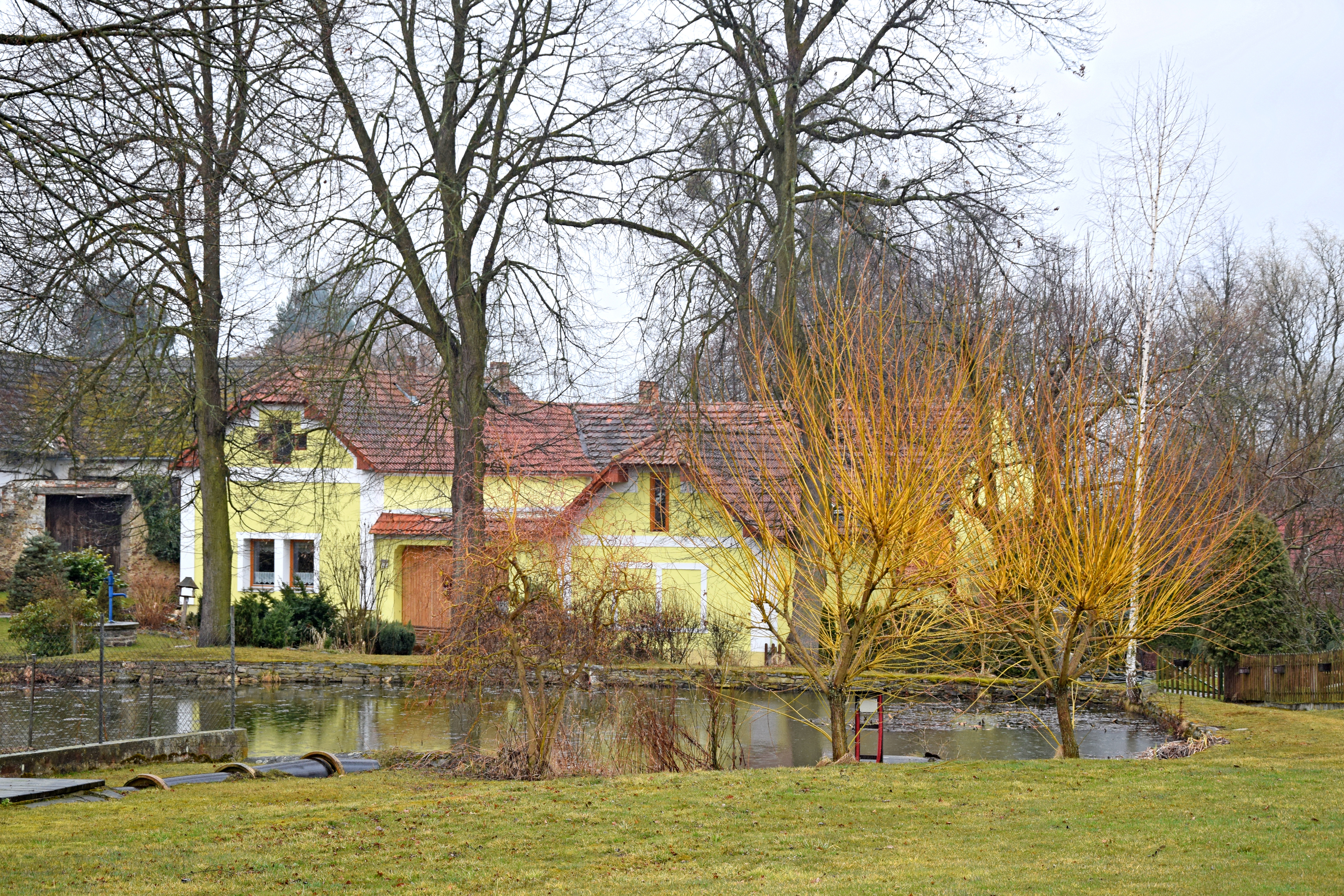
Étang à Nová Ves.

## Transports
Par la route, Olešník se trouve à 16 km au centre de Týn nad Vltavou, à 19 km de České Budějovice et à 141 km de Prague.